# 卡斯特羅阿吉雷低紋鮨
卡斯特羅阿吉雷低紋鮨，為輻鰭魚綱鱸形目鱸亞目鮨科的其中一種，分布於中西大西洋墨西哥灣韋拉克魯斯環礁西南部海域，棲息深度約3公尺，本魚體黃色，尾柄及鰓蓋各有一黑色三角形斑塊，體長可達9.3公分，為底棲性魚類，屬肉食性，生活習性不明。